# 重宗昌幸
重宗 昌幸（しげむね まさゆき、1930年11月16日 - 2019年7月8日）は、日本の経営者。明電舎社長を務めた。

## 来歴・人物
東京都出身。1953年に武蔵大学経済学部を卒業し、同年に明電舎に入社した。監査役、取締役を経て、1963年から1966年までに社長を務めた。
2019年7月8日老衰のために死去。88歳没。